# 恋愛感情のまるでない幼馴染漫画
『恋愛感情のまるでない幼馴染漫画』（れんあいかんじょうのまるでないおさななじみまんが）は、渡井亘による日本の漫画作品。渡井の小説『イノセントレッド』を原作としている。Webで人気を博し、『まんがくらぶ』（竹書房）にて2016年9月号からゲスト掲載されたのちに、2017年2月号から2020年5月号まで連載され、『まんがライフ』（竹書房）にて2020年6月号から2022年9月号まで連載され、『まんがライフオリジナル』（竹書房）に移籍して2022年9月号から連載中。

## あらすじ
主人公の男女は幼馴染でありながら、互いに恋愛感情を一切持たず、ただの友人として過ごしている。周囲からの誤解や、定番のラブコメ展開を回避し続ける彼らの日常が、ユーモアを交えて描かれる。

## 登場人物
真田辰季
後鳥羽空良と幼馴染。よくイタズラされるが恋愛感情はない。
後鳥羽空良
真田辰季と幼馴染だが恋愛に発展する気配が皆無。童貞の辰季をからかう。

## 書誌情報
- 渡井亘 『恋愛感情のまるでない幼馴染漫画』 竹書房〈バンブーコミックス〉、既刊7巻（2025年6月17日現在）
  1. 2018年9月7日発売[7][8]、ISBN 978-4-8019-6374-0
  2. 2019年5月27日発売[9]、ISBN 978-4-8019-6624-6
  3. 2020年6月27日発売[10]、ISBN 978-4-8019-6989-6
  4. 2021年9月27日発売[11]、ISBN 978-4-8019-7432-6
  5. 2023年3月16日発売[12]、ISBN 978-4-8019-7993-2
  6. 2024年7月17日発売[13][14]、ISBN 978-4-8019-8371-7
  7. 2025年6月17日発売[15]、ISBN 978-4-8019-8667-1